# HeroQuest (jeu de société)
Pour les articles homonymes, voir HeroQuest.
 (décembre 2022).
Si vous disposez d'ouvrages ou d'articles de référence ou si vous connaissez des sites web de qualité traitant du thème abordé ici, merci de compléter l'article en donnant les références utiles à sa vérifiabilité et en les liant à la section « Notes et références ».
 (décembre 2022).
La mise en forme du texte ne suit pas les recommandations de Wikipédia : il faut le « wikifier ».
Les points d'amélioration suivants sont les cas les plus fréquents. Le détail des points à revoir est peut-être précisé sur la page de discussion.
- Les titres sont pré-formatés par le logiciel. Ils ne sont ni en capitales, ni en gras.
- Le texte ne doit pas être écrit en capitales (les noms de famille non plus), ni en gras, ni en italique, ni en « petit »…
- Le gras n'est utilisé que pour surligner le titre de l'article dans l'introduction, une seule fois.
- L'italique est rarement utilisé : mots en langue étrangère, titres d'œuvres, noms de bateaux, etc.
- Les citations ne sont pas en italique mais en corps de texte normal. Elles sont entourées par des guillemets français : « et ».
- Les listes à puces sont à éviter, des paragraphes rédigés étant largement préférés. Les tableaux sont à réserver à la présentation de données structurées (résultats, etc.).
- Les appels de note de bas de page (petits chiffres en exposant, introduits par l'outil «  Source ») sont à placer entre la fin de phrase et le point final[comme ça].
- Les liens internes (vers d'autres articles de Wikipédia) sont à choisir avec parcimonie. Créez des liens vers des articles approfondissant le sujet. Les termes génériques sans rapport avec le sujet sont à éviter, ainsi que les répétitions de liens vers un même terme.
- Les liens externes sont à placer uniquement dans une section « Liens externes », à la fin de l'article. Ces liens sont à choisir avec parcimonie suivant les règles définies. Si un lien sert de source à l'article, son insertion dans le texte est à faire par les notes de bas de page.
- La présentation des références doit suivre les conventions bibliographiques. Il est recommandé d'utiliser les modèles {{Ouvrage}}, {{Chapitre}}, {{Article}}, {{Lien web}} et/ou {{Bibliographie}}. Le mode d'édition visuel peut mettre en forme automatiquement les références.
- Insérer une infobox (cadre d'informations à droite) n'est pas obligatoire pour parachever la mise en page.

Pour une aide détaillée, merci de consulter Aide:Wikification.
Si vous pensez que ces points ont été résolus, vous pouvez retirer ce bandeau et améliorer la mise en forme d'un autre article.
HeroQuest est un jeu de société édité en France en 1989 par MB en coopération avec Games Workshop, reprenant des éléments de jeu de rôle.
La boîte de base propose aux joueurs (2 à 5 maximum) de vivre des aventures fantastiques en incarnant un ou plusieurs héros parmi le barbare, le nain, l'elfe et l'enchanteur. Composé d'un matériel luxueux comprenant pas moins de 35 figurines finement détaillées, des dés spéciaux et du mobilier en 3D (coffres à trésor, cheminée, tables, trône, bibliothèques, chevalet, tombeau, etc), le jeu connaît un grand succès en Europe puis aux États-Unis dans une version plus aboutie.
Quatre extensions verront le jour en France. Une réédition de la boite de base a eu lieu en 1990 puis en 1992 entraînant de légères modifications dans les règles, les cartes de jeu et la présentation en général. La dernière version proposait un ajout de 12 figurines d'hommes d'armes (arbalétriers, hommes à l'épée, hallebardiers et éclaireurs) destinés à aider les héros dans une toute nouvelles série de quêtes intitulée « La Compagnie de l'Ombre ».
HeroQuest propose des règles basiques pour viser un large public. Un joueur se doit d'être le maître de jeu et les autres prennent le rôle des héros. Ils doivent accomplir des missions sous forme de quêtes et peuvent gagner des objets magiques et de l'or afin d'améliorer leur équipement et augmenter leur chance de survie dans les souterrains et autres catacombes qu'ils seront amenés à découvrir au fur et à mesure de leur progression.
Le jeu se présente en effet sous la forme d'un grand plateau modulable sur lequel le maître de jeu, un certain Morcar, guettera la progression des héros et mettra en place les portes, les pièges, les monstres et les éléments de mobilier. Son rôle est aussi d'assumer le déplacement et les attaques des créatures rencontrées. Le jeu comporte de nombreuses cartes de sorts, de trésors ou d'équipements. Chaque personnage possède une fiche personnelle lui permettant de gérer son équipement et d'y noter les missions accomplies.
Les illustrations des boites proviennent du travail de Les Edwards, celles des cartes et des livrets de Gary Chalk.

## Chronologie des éditions et extensions
- 1989 : HeroQuest (1re édition) [UK]
  - Extension "Kellar's Keep" (Karak Varn) [UK]
  - Extension "Return of the Witch Lord" (Le Retour du Sorcier) [UK]

- 1990 : HeroQuest (2e édition) [UK]
  - Extension "Adventure Design Kit" (Kit Forteresse) [UK]
  - Extension "Against the Ogre Horde" [UK]

- 1991 : HeroQuest [US]
  - Extension "Kellar's Keep" [US]
  - Extension "Return of the Witch Lord" [US]
  - Extension "Wizards of Morcar" (Les Sorciers de Morcar) [UK]

- 1992 : HeroQuest "Advanced Quest Edition" (avec l'adventure "The Dark Company" (La Compagnie de l'Ombre)) [UK]
  - Extension "Barbarian Quest Pack" / The Frozen Horror (L'Horreur Gelée) [US]
  - Extension "Elf Quest Pack" / The Mage of the Mirror  (Le Mage du Miroir) [US]

## Contenu standard de la boite de jeu de l'édition française

### Version 1989/1990
La boite de jeu comprend :
- 1 Boite (L × l × h) : 505 x 320 x 50 mm ;
- 1 plateau de jeu ;
- 1 écran triptyque pour le maître de jeu (pour dissimuler les plans des donjons) ;
- 1 livret de règles ;
- 1 livre d'aventures comprenant 14 Quêtes ;
- 64 cartes (54x80mm) :
  - 25 cartes « Trésors »,
  - 5 cartes « Trésor de Quêtes »,
  - 14 cartes « Équipements »,
  - 8 cartes « Monstres »,
  - 12 cartes de « Sortilèges » (air, terre, feu et eau) ;
- 4 cartes de personnages (elfe, barbare, nain et enchanteur) ;
- 1 bloc de feuilles personnages (80 feuilles) ;
- 2 dés rouge à six faces ordinaires ;
- 4 dés blanc spéciaux de combat (crânes, boucliers blancs et boucliers noirs) ;
- Jetons/tuiles (dos cartonné noir) :
  - 4 jetons cartonnés « Passage secret »,
  - 8 jetons cartonnés « Éboulis de pierres/mur »,
  - 2 jetons cartonnés double « Éboulis de pierres/mur »,
  - 6 jetons cartonnés « Oubliettes »,
  - 1 jeton cartonné « Escaliers » ;
- 35 figurines : 
  - 4 héros (le barbare, le nain, l’elfe et l’enchanteur),
  - 6 lutins (2x épées, 2x haches, 2 épées incurvées),
  - 8 orcs (2x fléaux, 2x hachoirs, 3x épées, 1x épée avec encoche),
  - 3 fimirs,
  - 4 squelettes,
  - 2 zombies,
  - 2 momies,
  - 4 guerriers du Chaos,
  - 1 sorcier du Chaos,
  - 1 gargouille (avec ailes et tête amovibles) ;
- 4 rats décoratifs ;
- 6 crânes décoratifs ;

- Éléments de mobiliers en 3D (en plastique et carton) : 
  - 3 coffres à trésors (avec 1 tige plastique pour chacun) ;
  - 1 tombe (avec base cartonnée) ;
  - 1 chevalet de torture (avec base cartonnée) avec 2 leviers plastiques amovibles ;
  - 1 pupitre de sorcier (sans base cartonnée d’origine) avec 2 chandeliers plastiques amovibles ;
  - 1 établi d'alchimiste (avec base cartonnée) avec 1 bouteille et 1 balance plastiques amovibles ;
  - 2 bibliothèques ;
  - 1 buffet ;
  - 1 cheminée ;
  - 2 tables (avec 1 tige plastique pour chacune) ;
  - 1 trône (avec 2 tiges plastiques) ;
  - 1 râtelier d'armes ;
  - 16 portes ouvertes (avec socle de base en plastique) ;
  - 5 portes fermées (avec socle de base en plastique) ;
- 1 feuillet publicitaire MB.

Il existe quelques variantes dans les premières éditions du jeu entre 1989 et 1990 :
- affiché sur la boite de 1989, l’âge minimum requis est de 9 ans, puis 12 ans pour les éditions ultérieures ;
- le livre d’instruction a une présentation légèrement différemment de son contenu. Il est facilement identifiable par la date présente au verso du livret et cette même page ne possède pas de sommaire contrairement aux versions suivantes ;
- certaines cartes ont un effet différent. Par exemple, le sortilège du feu intitulé « Courage  » en version 1989 possède ce descriptif : «  Ce sortilège peut atteindre n’importe quel joueur. Celui-ci pourra alors lancer deux dés de combat supplémentaires lors de sa prochaine attaque. Une fois utilisée, cette carte doit être mise de côté (et ne peut plus servir durant la partie en cours). » Il devient par la suite : « Ce sortilège peut atteindre n’importe quel joueur. Celui-ci pourra alors lancer deux dés de combat supplémentaires pour se défendre tant que durera le sortilège. Le sortilège prendra fin lorsque plus aucun monstre ne sera visible au joueur.  Cette carte doit alors être mise de côté jusqu’à la fin de la partie. »

- Dans les toute première version, les cartes « Casque » et « Bouclier » existaient en double. Elles ont ensuite été remplacés par deux pièces uniquement utilisables par l'Enchanteur (« Remontant » et « Cape de Protection »).

### Réédition version 1992
- Boite (L × l × h) : 505 x 320 x 65 mm
- Contenu identique à la version de base de 1989 mais comprenant en plus :
  - un livret de règles/Quêtes « La Compagnie de l'Ombre » comprenant 13 nouvelles quêtes ;
  - 12 figurines d'hommes d'armes (arbalétriers, hommes à l'épée, éclaireurs et hallebardiers) avec 24 armes en plastique (6 de chaque catégorie).

## Extensions officielles françaises
En France, quatre extensions officielles sont sorties. Elles ne peuvent pas être jouées sans le jeu de base.

### Karak Varn (Kellar's Keep) – 1989
L'aventure continue !
L'empereur s'est retranché avec ses troupes dans la forteresse de Karak Varn, acculé par les forces de Morcar. Les héros doivent retrouver un passage secret oublié depuis la nuit des temps au travers d'anciennes galeries naines pour lui venir en aide.
L'extension comprend :
- 1 boite (L × l × h) : 225 x 175 x 50 mm ;
- 1 livret d'aventures comprenant 10 quêtes
- 17 figurines : 
  - 3 fimirs,
  - 8 orcs (2x fléaux, 2x hachoirs, 3x épées, 1x épée avec encoche),
  - 6 lutins (2x épées, 2x haches, 2 épées incurvées) ;
- jetons/tuiles (dos cartonné blanc) :
  - 12 jetons cartonnés « Éboulis de pierres/mur »,
  - 4 morceaux de la « Carte de Grin »,
  - 1 jeton de la « Forge des nains »,
  - 1 jeton « Ténèbres magiques »,
  - 2 jetons cartonnés « Oubliettes »,
  - 2 jetons cartonnés « Trappes »,
  - 1 jeton « Grosse pierre »,
  - 4 rectangles cartonnés « Escaliers court »,
  - 2 rectangles cartonnés « Escaliers long »,
  - 1 rectangle « Crevasse »,
  - 2 portes cartonnées (Fer et Bois) (sans socle en plastique).

### Le Retour du Sorcier (Return of the Witch Lord) - 1989
L'aventure continue !
Le maître sorcier n'est pas mort et l'on vous envoie dans sa forteresse souterraine pour mettre fin à cette menace. Il vous faudra y parvenir en affrontant ses hordes de morts-vivants…
L'extension comprend :
- 1 boite (L × l × h): 225 x 175 x 50 mm ;
- 1 livret d'aventures comprenant 10 quêtes ;
- 16 figurines : 
  - 4 figurines de momies,
  - 4 figurines de zombies,
  - 8 figurines de squelettes ;
- 12 crânes décoratifs ;
- jetons/tuiles (dos cartonné blanc) :
  - 4 jetons « Tombes »,
  - 6 jetons cartonnés « Éboulis de pierres/mur »,
  - 4 jetons cartonnés « Passage secret »,
  - 2 jetons cartonnés « Oubliettes »,
  - 1 jeton cartonnés « Brouillard de la mort »,
  - 1 Salle du trône,
  - 1 salle circulaire,
  - 2 portes cartonnées (Fer et Bois) (sans socle en plastique).

### Kit Forteresse (Adventure Design Kit) - 1990
Cette extension fut la moins populaire car la boite ne proposait que la création de quêtes personnalisées avec des stickers et un livre de quêtes vierge.
Une extension qui se justifiait à une époque où les photocopieurs et autres imprimantes laser personnelles n'existaient pas.
L'extension comprend :
- 1 boite (L × l × h) : 225 x 175 x 50 mm ;
- 1 livre de quêtes vierge (10 pages) comprenant un guide de construction de nouvelles quêtes ;
- 4 planches de stickers autocollants ;
- 1 bloc de feuilles personnages nouveau format (80 feuilles).

### Les Sorciers de Morcar (Wizards of Morcar) – 1991
L'aventure continue !
Morcar n'a pas dit son dernier mot et a fait appel aux pouvoirs magiques de ses sbires que vous allez devoir combattre dans leur antre tout d'abord puis dans un grand combat final.
Dernière extension à voir le jour en France mais aussi l'une des plus intéressantes avec l'ajout des hommes d'armes, de nouveaux sorciers aux sorts puissants, de nouveaux trésors, etc.
L'extension comprend :
- 1 boite (L × l × h) : 320 x 225 x 50 mm
- 1 livre de règles/quêtes comprenant 5 quêtes ;
- 16 figurines : 
  - 4 figurines de sorciers (shaman orc, maître des orages, nécromancien et le grand mage),
  - 12 figurines d'Hommes d'armes (arbalétriers, hommes à l'épée, éclaireurs et hallebardiers) avec 24 armes en plastique (6 de chaque catégorie) ;
- jetons/tuiles (dos cartonné noir) :
  - 3 éléments « Barrière magique » (Pierre, Feu et Glace),
  - 1 rectangle « Tremblement de terre »,
  - 1 rectangle « Foudre »,
  - 4 jetons « Mur ébréchés »,
  - 1 rectangle « Voile de ténèbres »,
  - 4 jetons « Explosion de feu »,
  - 6 jetons « Éboulis de pierres/mur » ;
- 64 cartes :
  - 24 cartes de maléfices des sorciers,
  - 9 cartes de sortilèges pour l’enchanteur et l’elfe (Ténèbres, Protection et Détection),
  - 8 cartes « Trésors »,
  - 23 cartes « Hommes d'armes »,
- 1 feuille cartonnée de référence « Pièges magiques » ;
- 4 supports plastiques pour les éléments sortilèges « Barrière magique ».

## Extensions officielles pas encore disponibles en France
Une extension sortie en 1990 dans la plupart des pays européens entre les extensions Return of the Witch Lord et Wizards of Morcar s'avère manquante en France. Il s'agit de Against the Ogre Horde introduisant une nouvelle race de monstres : les ogres.

### Against the Ogre Horde (Contre la horde des ogres) – 1990
Morcar fait appel à l'un de ses sbires pour contrôler la race des ogres au moyen d'un puissant enchantement et les diriger contre l'armée de l'empereur.
L'extension comprend :
- 1 boite (L × l × h): 350 x 225 x 50 mm
- 1 livret de règles/quêtes comprenant 7 quêtes
- 7 figurines (pièces amovibles) : 
  - 1 seigneur ogre,
  - 1 chef de clan ogre,
  - 1 champion ogre,
  - 4 guerriers ogres ;
- jetons/tuiles (dos cartonné noir) :
  - 4 jetons cartonnés « Oubliettes profondes »,
  - 6 jetons cartonnés « Éboulis de pierres »,
  - 4 jetons de « Portes secrètes » ;
- 15 jetons cartonnés « Sorts du Chaos » ;
- 3 nouveaux éléments cartonnés recto/verso (pièces, extérieurs) ;
- 4 portes de pierres (sans socle en plastique) ;
- 1 trône d'ogre cartonné (sans support en plastique).

## Version US - 1992
Fiers du succès européen, MB et Games Workshop décident de sortir le jeu HeroQuest aux États-Unis avec les deux premières extensions Kellar's Keep et Return of the Witch Lord.
Les règles et plans de quêtes sont remaniés. La difficulté est augmentée ; il y a plus de monstre et certains bénéficient de sortilèges au travers de nouvelles cartes.
Comme prévu, le jeu remporte un franc succès. Pour la suite, plutôt que de se calquer sur les projets en cours des extensions européennes, Games Workshop et MB USA en créent deux nouvelles : Barbarian Quest Pack et Elf Quest Pack mettant en scène toujours plus de nouvelles figurines, sortilèges, trésors de quêtes, pièges, etc.
Ces extensions ne seront jamais éditées en France et en Europe. Il était prévu deux autres extensions mettant en avant, les deux autres Héros, le nain et l’enchanteur mais celles-ci ne virent jamais le jour.

## Extensions US

### Barbarian Quest Pack / The Frozen Horror (L'Horreur gelée) – 1992
De retour dans son village natal, le barbare apprend qu'une ancienne force démoniaque s'est réveillée dans les profondeurs enneigées : l'horreur gelée. Devant d'abord prouver son courage seul, il rejoindra le groupe de héros pour faire face à cette nouvelle menace.
L'extension comprend :
- 1 boite (L × l × h) : 255 x 255 x 50 mm
- 1 livret de règles/quêtes comprenant 10 quêtes (3 solo pour le barbare et 7 en groupe)
- 15 figurines : 
  - 1 femme barbare,
  - 6 figurines d'hommes d'armes (grise) (arbalétriers, hommes à l'épée, éclaireurs et hallebardiers) avec 12 armes en plastique (3 de chaque catégorie),
  - 1 figurine de l'Horreur Gelée (avec tête amovible),
  - 2 yétis (avec tête amovible),
  - 2 ours polaires (avec tête amovible),
  - 3 gobelins des glaces ;
- Nombreux éléments cartonnés recto/verso (jetons, pièces, etc.) ;
- 30 cartes :
  - 6 cartes « Trésors »,
  - 10 cartes « Trésor de Quêtes »,
  - 6 nouveaux « Sorts du Chaos »,
  - 8 cartes « Monstres ».

### Elf Quest Pack / The Mage of the Mirror (Le Mage du miroir) - 1992
La fille de la reine du royaume des elfes est prisonnière d'une sorcière maléfique nommée Sinestra.
L'elfe doit prouver sa loyauté et son courage avant de partir dans le labyrinthe miroir de la reine des illusions.
L'extension comprend :
- 1 boite (L × l × h) : 255 x 255 x 50 mm ;
- 1 livret de règles/quêtes comprenant 10 quêtes (3 solo pour l’elfe et 7 en groupe) ;
- 13 figurines : 
  - 1 guerrière elfe,
  - 1 figurine de l’archimage Sinestra (avec tête amovible),
  - 2 elfes guerriers,
  - 2 elfes archers,
  - 3 loups géants,
  - 4 guerriers ogres (pièces amovibles) ;
- Nombreux éléments cartonnés recto/verso (jetons, pièces, etc.) ;
- 30 cartes :
  - 8 cartes de sorts pour l’elfe,
  - 4 cartes « Trésors »,
  - 7 cartes « Trésor de Quêtes »,
  - 7 nouveaux « Sorts du Chaos »,
  - 4 cartes « Monstres ».

## Produits dérivés officiels

### Puzzles
Quatre puzzles verront le jour reprenant les illustrations de couverture des extensions Kellar's Keep, Return of the Witch Lord, Against the Ogre Horde et l’Adventure Design Kit. Les illustrations des couvertures proviennent du travail de Les Edwards.

### Sticker Album HeroQuest
Album d’autocollants Merlin comprenant 192 vignettes classiques et 24 vignettes réfléchissantes.

### Jeu vidéo
HeroQuest (1991), l'adaptation vidéoludique (Éditeur/Développeur : Gremlin Graphics Software Ltd.)

## Édition de 2020
Editeur : Hasbro / Avalon Hill.
Auteur : Stephen Baker.
Illustrateur : Max Dunbar.
En septembre 2020, par un accord entre Moon Design et Hasbro, l'éditeur Hasbro récupère la marque HeroQuest. La branche Avalon Hill de Hasbro décide de republier le jeu. Le projet fait l'objet d'une campagne de financement participatif.
Cette nouvelle édition du jeu est sortie en Amérique du Nord fin 2021 et en France courant mars 2022.  Les mécanismes du jeu restent inchangés mais sont basés sur les versions américaines. Les deux premières extensions (« La Forteresse de Kellar » et « Le Retour Du Seigneur Sorcier ») sont sorties en France au premier semestre 2022. 
« L'Horreur des Glaces » est sorti en septembre 2022
« Le Mage du miroir » est sorti en 2023.

## HeroQuest 25th Anniversary
Une réédition du jeu a été tentée en 2014 pour son 25e anniversaire, orchestrée par la société Gamezone Miniatures, via un financement participatif sur le site Kickstarter (projet avorté par la plateforme) puis sur Lanzanos.com, avec comme nom de projet « HeroQuest 25 Aniversario ».
Dès 2013, Gamezone Miniatures se lance dans le projet d'édition d'une nouvelle version d'HeroQuest. Cette version ne serait pas produite par Games Workshop, mais par la société Gamezone Miniatures. Cette information est rendue publique sur le site de Gamezone et sur un site créé spécialement à cet effet.
Gamezone Miniatures prévoit de sortir le jeu pour son 25e anniversaire, en 2014, initialement grâce à un financement participatif sur le site Kickstarter. Cependant, MB, n'ayant initialement pas l'intention de republier le jeu, n'avait pas renouvelé sa propriété intellectuelle sur le nom du jeu. Le nom avait alors été repris par l'éditeur Issaries Inc. pour publier un jeu de rôle, HeroQuest, en 2003 ; la publication du jeu de rôle est par la suite reprise par l'éditeur Moon Design Publications. Un des auteurs du jeu de rôle, Greg Stafford, fait bloquer la distribution du jeu de société de Gamezone.
Moon Design a été contacté par Gamezone pour céder la permission d'utiliser le nom du jeu. Moon Design Publications a répondu être prêt à le faire sous condition que Gamezone ait aussi la licence du jeu original de MB. Gamezone n'ayant pas répondu à Moon Design Publications, le rejet de la demande leur a été signifié. Devant le refus de Gamezone de retirer son projet de Kickstarter, Moon Design Publications a saisi Kickstarter et fait retirer le projet. Depuis lors, le projet n'a plus de date de sortie définie. Fin 2021, Gamezone déclare ne plus voir le droit d'exploiter le nom HeroQuest et annonce continuer le projet sous le nom de TseuQuesT (qui est un palindrome). Un site web au même nom a été mis en ligne. Début 2022, une annonce a été faite pour une sortie "au premier trimestre 2022", sans toutefois présenter d'éléments de garantie auprès des acheteurs.

## Advanced HeroQuest
Games Workshop sort en Angleterre Advanced HeroQuest en 1989, soit la même année que HeroQuest. C'est un jeu de plateau beaucoup plus complexe, ancêtre de WarHammer Quest. Disponible à l'import uniquement dans des boutiques spécialisées avec une traduction en photocopié, strictement basée sur les règles, et fourni sous le plastique protecteur de la boite, le jeu devient plus technique avec un plateau modulable (couloirs et pièces), de nouvelles figurines (4 nouveaux héros, 20 hommes rats et 20 hommes d'armes) de nombreux éléments cartonnés, 6 portes en plastique pouvant s'ouvrir et surtout un gros livre de règles en anglais.
Advanced HeroQuest permet en plus d'adapter la boite de base d'HeroQuest, dont les fiches des héros de Heroquest au format "Advanced", les quêtes, mais également d'autres figurines, de jouer en mode solo, de personnaliser beaucoup plus ses personnages (niveaux, sorts, etc.) mais il s'agit vraiment là de complexifier les règles basiques qui ont fait le succès du partenariat GW / MB en hypermarchés et supermarchés.
Peu de fans se rueront sur l'extension Terror in th dark sortie peu après qui ne propose hélas que des éléments cartonnés et  peu d'innovations. (un erratum de quelques tables de hasard essentiellement). Le peu de matériel de cette boite (un bestiaire unique : 20 skavens, aucune carte de jeu, 3 quêtes, pas de traduction française vraiment claire, pas d'éléments 3D ) n'a donc pas attiré le public visé.
Advanced HeroQuest ne connaitra finalement qu'un faible succès et n'a pas vraiment de rapport avec la série originale commercialisée par MB. 
Depuis des années la licence d'exploitation du jeu est complètement abandonnée avec des droits d'auteurs divisés entre Hasbro et Games Workshop UK.

## HeroQuest en version numérique
Plusieurs streamers ont popularisé HeroQuest sur Twitch, permettant ainsi au fameux jeu de société d'héroïque fantaisie d'être diffusé en live. Le premier binôme français à faire du HeroQuest en live sur Twitch a été le duo lescargot38 et darkmimolette38 durant l'hiver 2021. Très vite, diffuser du HéroQuest en live leur a permis de passer affiliés. Le binôme a surtout pris conscience de l'engouement du célèbre jeu de société des années 80, toujours présent. Ils ont notamment pu faire jouer des viewers, comme s'ils étaient autour de la table. Par la suite, ils ont fait aussi du Space Crusade en live. En 2022 et 2023, d'autres streamers français ont a leur tour tenté l'expérience. On peut notamment citer Fred Zolf qui a fait quelques parties en invitant d'autres streamers. Le célèbre streamer Mister MV a aussi fait du HeroQuest lors d'une opération commerciale avec la marque Hasbro. Il n'y a eu qu'une seule séance courant 2022 avec d'autres streamers, sur un plateau télé. D'autres streamers tentent de diffuser du HeroQuest en live sur Twitch, notamment en utilisant des versions numériques du célèbre jeu. On pense ici à des petites chaînes de niche surtout aux USA qui utilisent Tabletop Simulator.